# 坎皮泰利

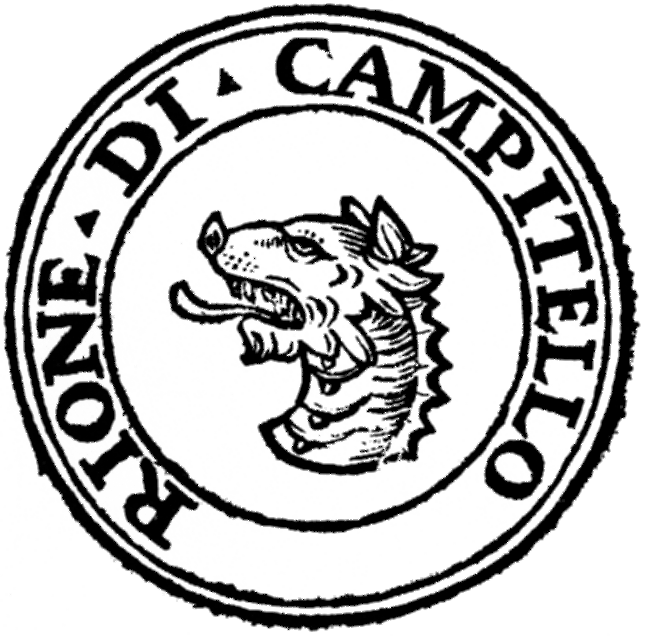
区徽

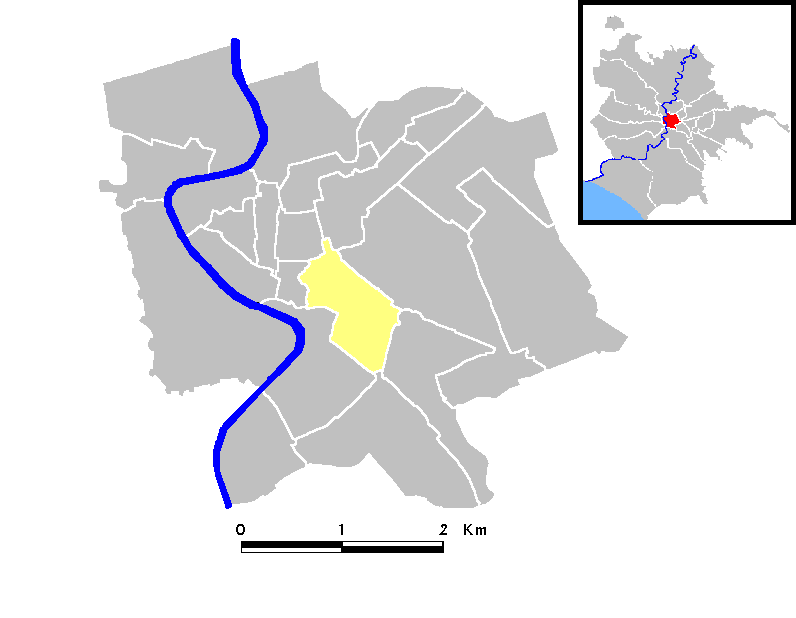
地图

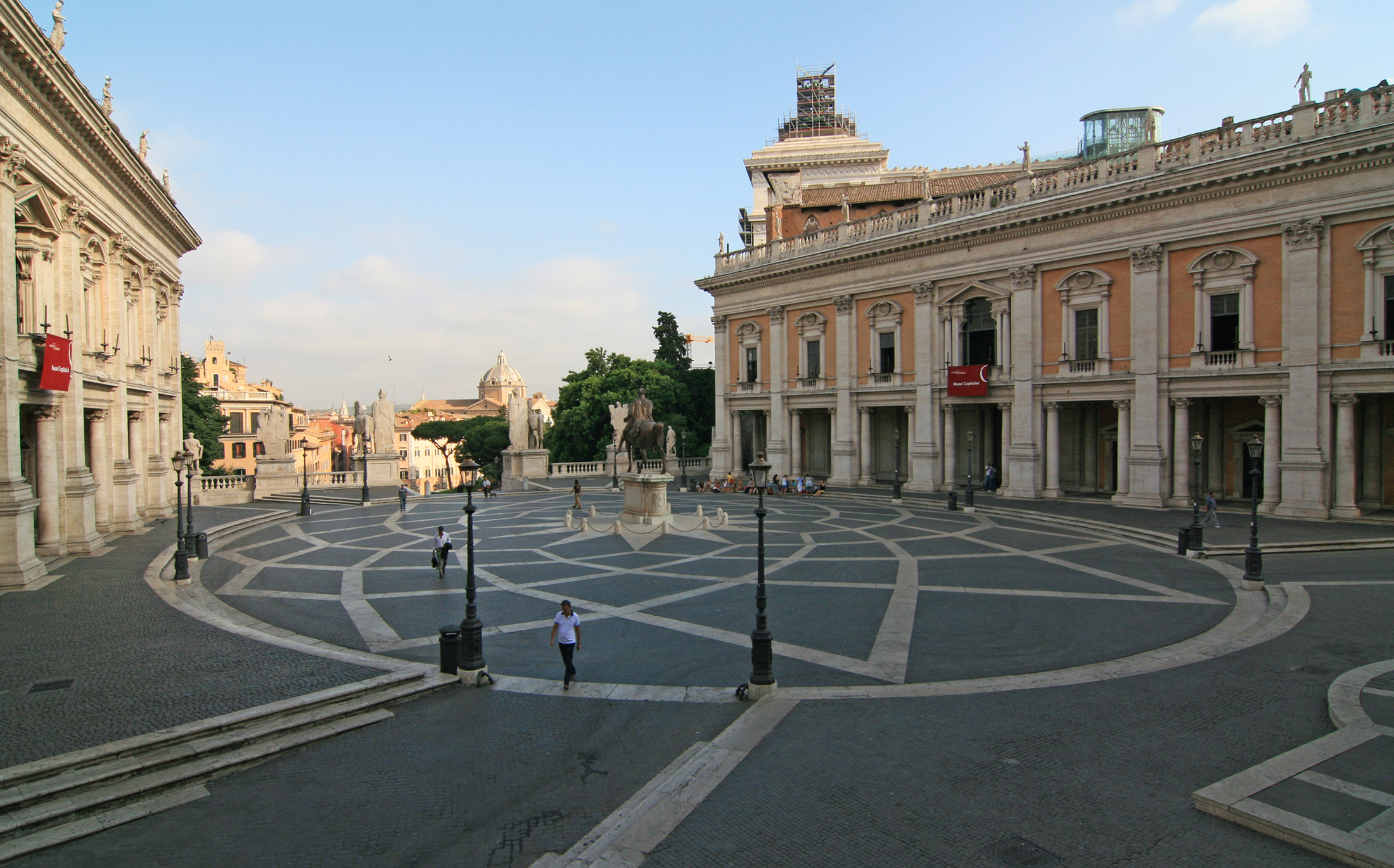
卡比托利欧广场

坎皮泰利（義大利語：Campitelli）是罗马的第十区。其标志为白色背景上的黑色龙头。这一标志源自于教宗西尔维斯特一世抛出一条留在古罗马广场的龙的传说。
该区拥有不少名胜，包括威尼斯广场、古罗马广场及众多古罗马神庙、建筑遗址、卡比托利欧广场及新宫、元老宫、保守宫、天坛圣母堂等。